# 紙幣類似証券取締法
紙幣類似証券取締法（しへいるいじしょうけんとりしまりほう、明治39年法律第51号）は、紙幣類似の作用・機能を有する物の発行等の取り締まりに関する日本の法律で、刑法に対する特別法である。

## 条文
- 第一条 一様ノ形式ヲ具ヘ箇々ノ取引ニ基カスシテ金額ヲ定メ多数ニ発行シタル証券ニシテ紙幣類似ノ作用ヲ為スモノト認ムルトキハ財務大臣ニ於テ其ノ発行及流通ヲ禁止スルコトヲ得 
前項ノ規定ハ一様ノ価格ヲ表示シテ物品ノ給付ヲ約束スル証券ニ付之ヲ準用ス
- 第二条 前条ニ依リ証券ノ発行及流通ヲ禁止シタルトキハ財務大臣ハ直ニ其ノ旨ヲ公告ス 
禁止ノ公告後ニ発行シ又ハ流通セシムルノ目的ヲ以テ授受シタル証券ハ無効トス
- 第三条 禁止ニ違反シテ証券ヲ発行シ又ハ其ノ証券ヲ授受シタル者ハ一年以下ノ拘禁刑又ハ二万円以下ノ罰金ニ処シ其ノ証券ヲ没収ス 
禁止ニ違反シテ証券ヲ流通セシムルノ目的ヲ以テ授受シタル者ノ罰亦前項ニ同シ
- 第四条 禁止ノ公告後ニ発行シ又ハ流通セシムルノ目的ヲ以テ授受シタル証券ハ裁判ニ依リ没収スル場合ヲ除クノ外何人ノ所有ヲ問ハス行政処分ヲ以テ之ヲ官没ス

## 地域通貨との関連で
なお、日本国内において地域通貨を運営する場合、この法律の適用対象となる可能性があるというので、円以外の通貨名を用いたり、有効期限を定めたり、会員のみが使用可能な通貨の体裁を取ったりすることで、法的問題を回避していた。ただし、第1条では「財務大臣ニ於テ其ノ発行及流通ヲ禁止スルコトヲ得」とあるのみで、財務大臣が必ず禁止するわけでもない。2003年2月に財務省は「複数回流通は登録事業者間に限る」「換金は登録事業者が指定金融機関で行う」などの条件を満たせば「紙幣類似証券取締法」に違反しない、との方針を示したので、留辺蘂町などが円建ての地域通貨を発行している。